# Okap
Okap je okraj střešní plochy, ze kterého za deště odpadává (odkapává) voda stékající z plochy střechy. Voda zde může být zachytávána do okapových žlabů a odváděna pomocí okapových svodů. Jiným řešením odvodu vody bývaly chrliče. V zimním období se na okapu mohou tvořit rampouchy.
Pokud není zajištěno zachycení (a odvod) dešťové vody, je pod okapem při dešti intenzívní spad vody a proto úsloví dostat se z deště pod okap znamená dostat se do ještě horší situace.

## Okapy rovinných střech
U jednoduchých rovinných střech je okapem zpravidla nejnižší (vodorovná) část střešní roviny.

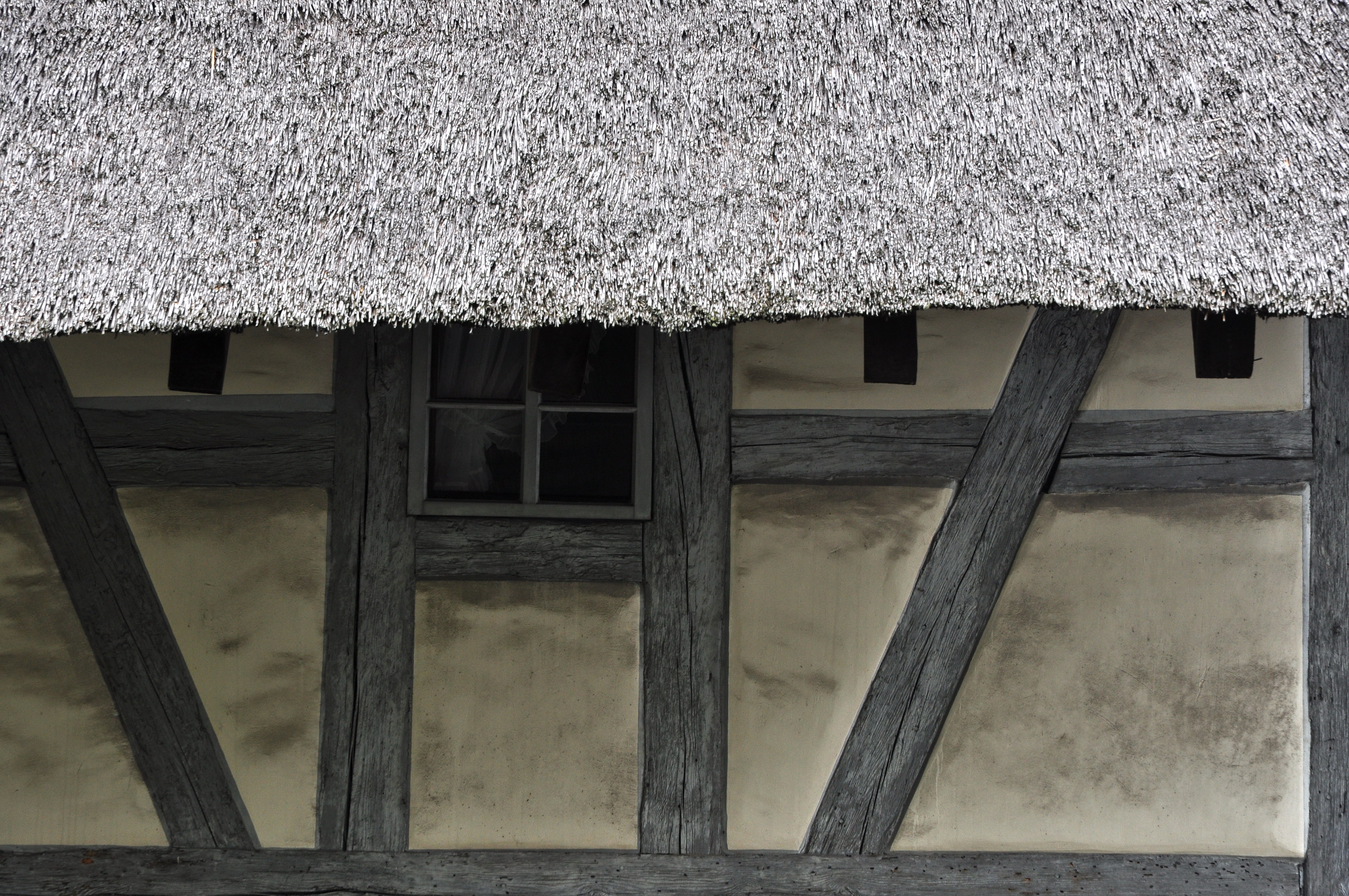
Okap doškové střechy
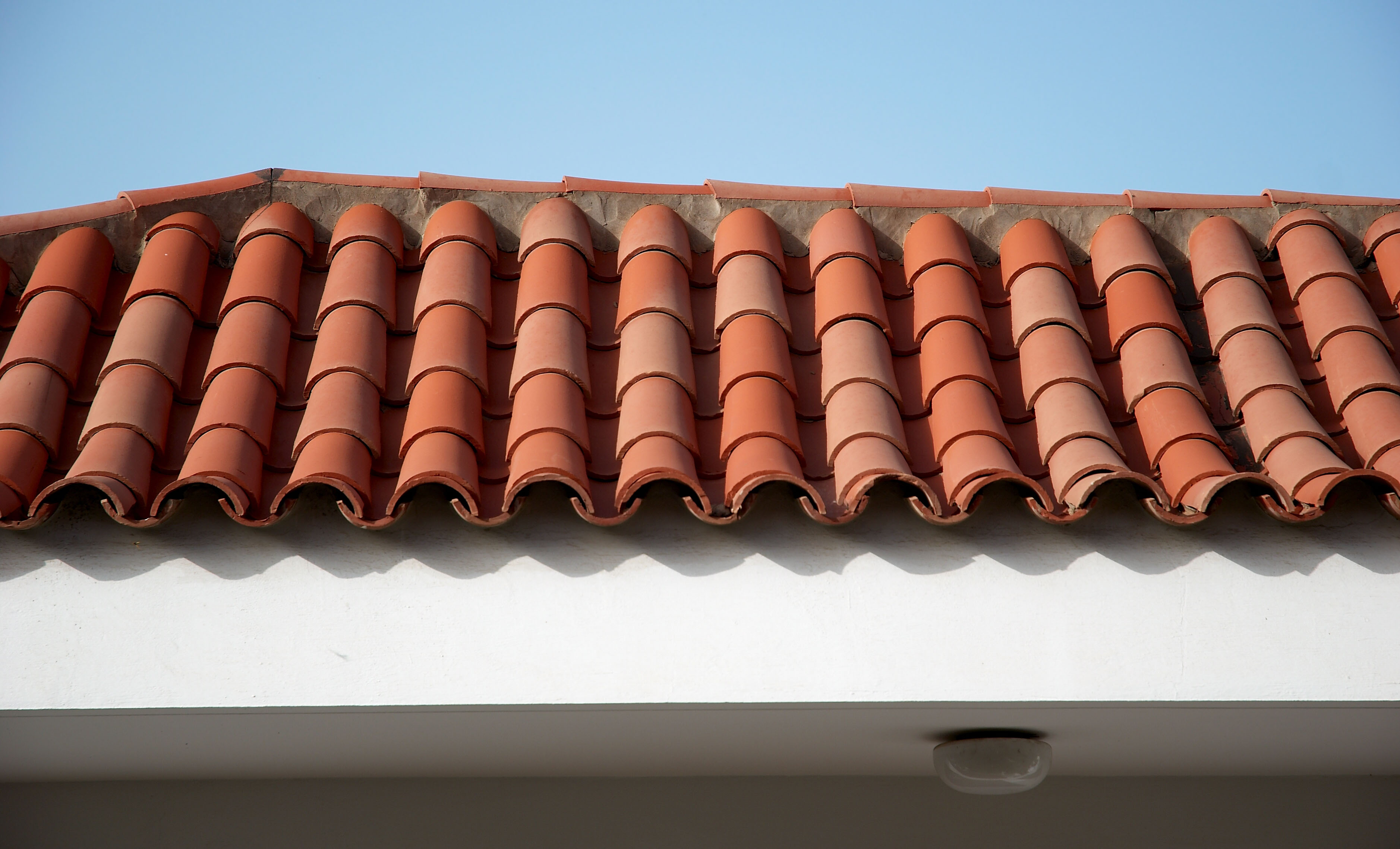
Okap prejzové střechy
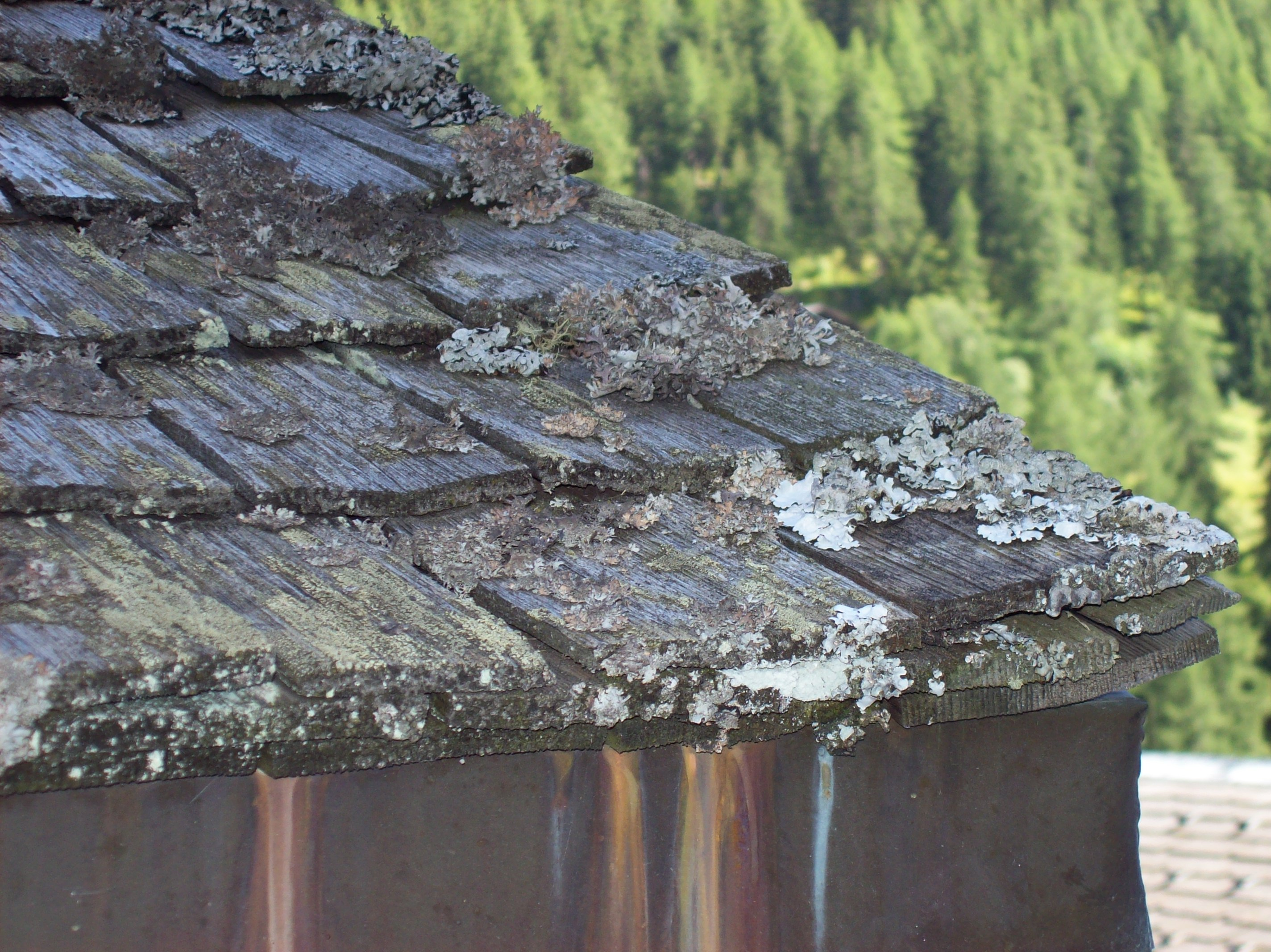
Okap šindelové střechy
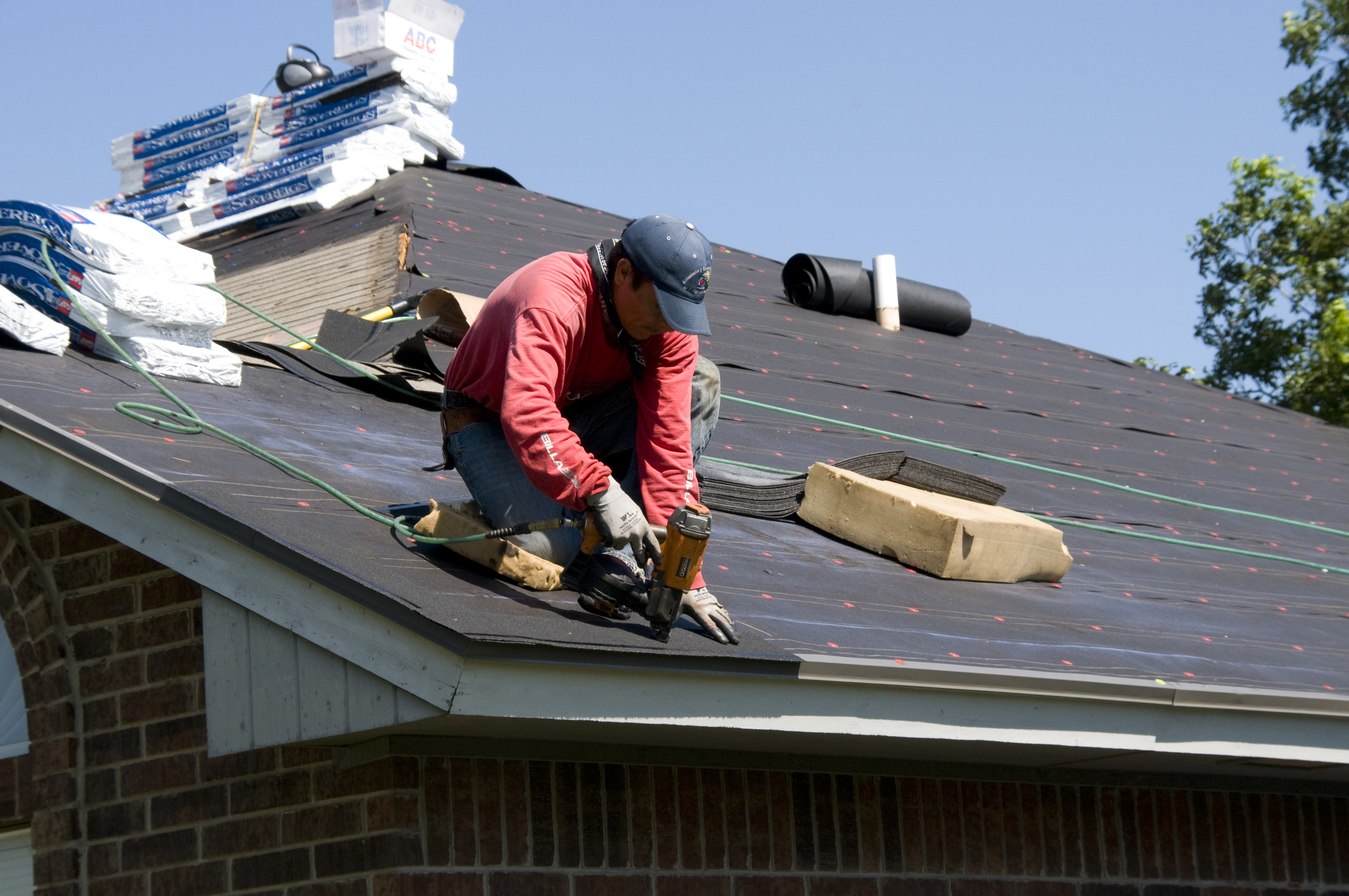
Okap lepenkové střechy
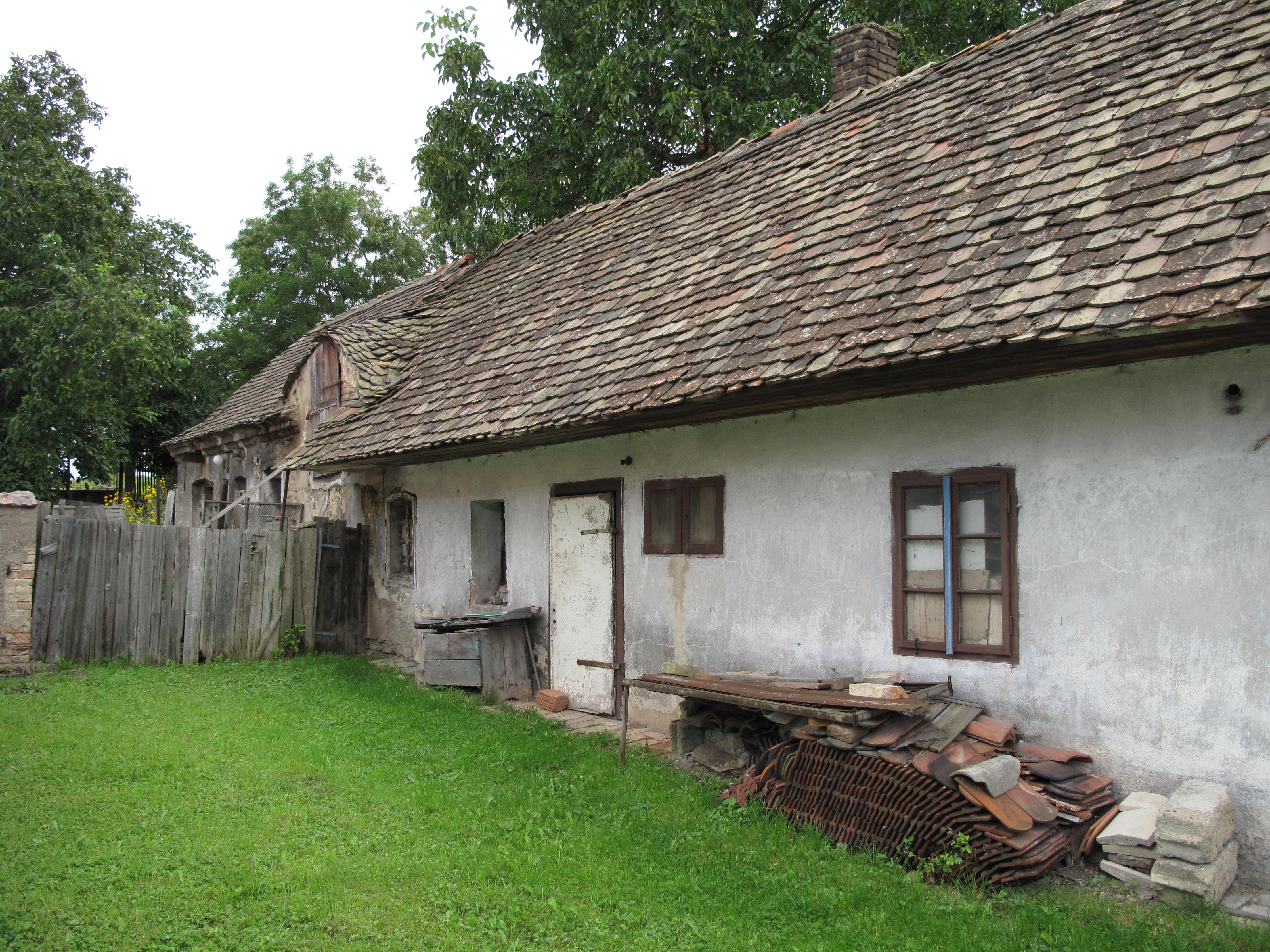
Okap střechy z plochých tašek (bobrovek)
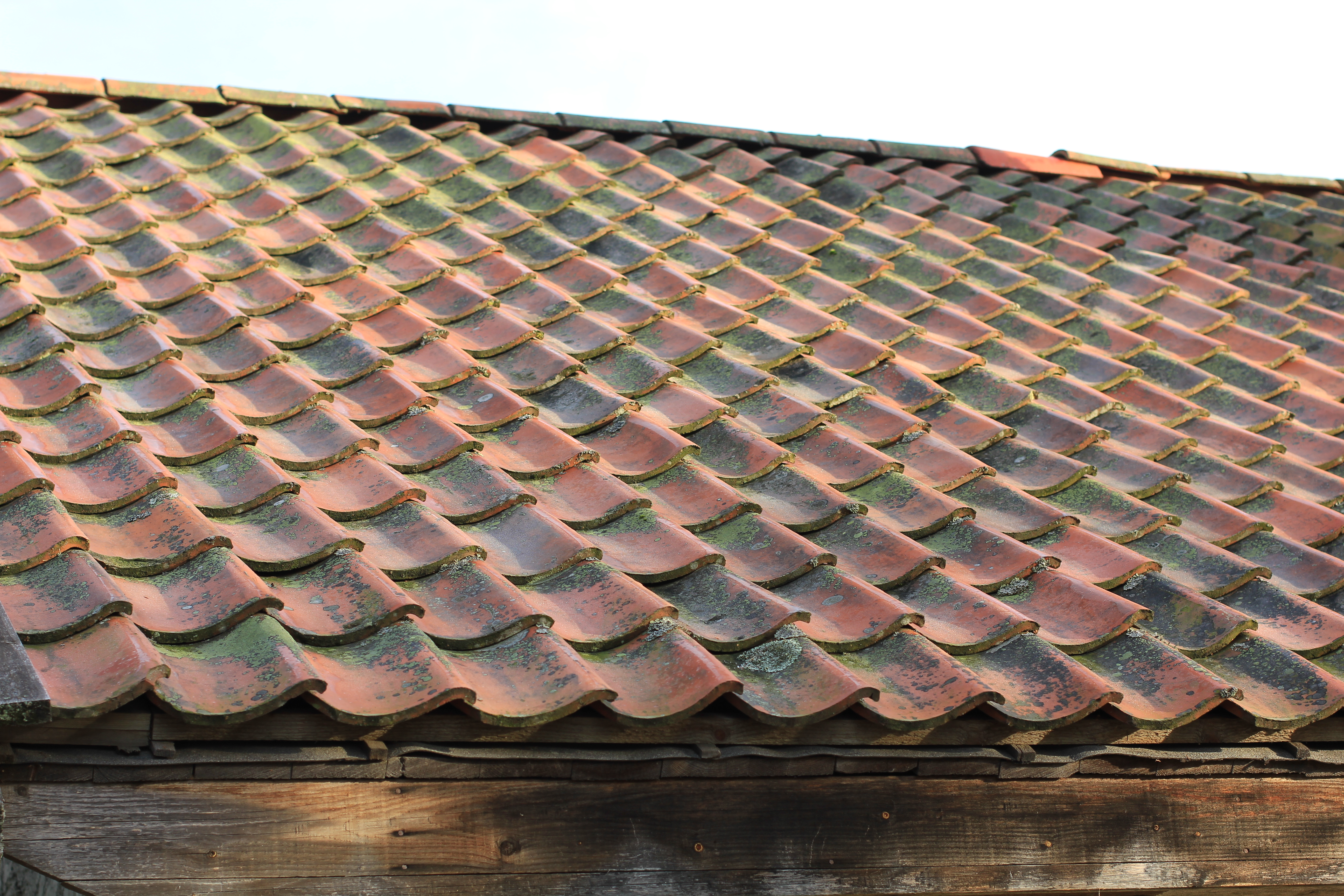
Okap střechy z esovek
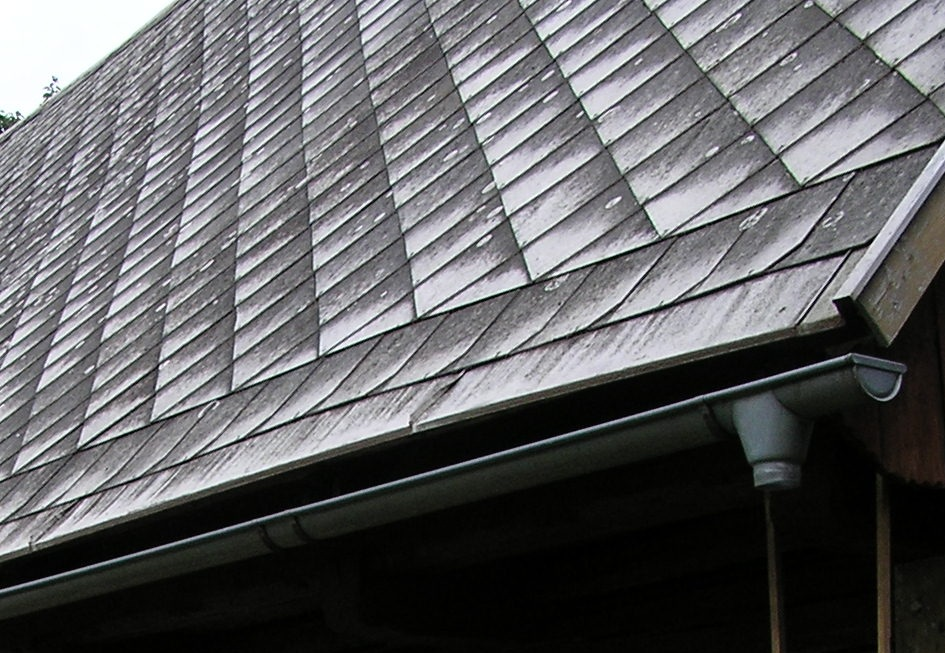
Oplechování okapu střechy pokryté vláknocementovými šablonami

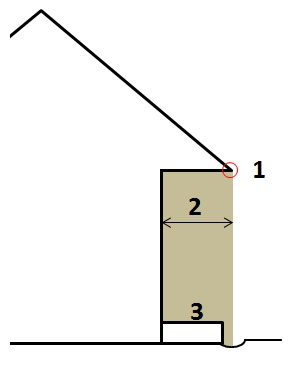
Okap (1) a přesah střechy (2) nad zápražím (3)

### Poloha okapu (přesah střechy)

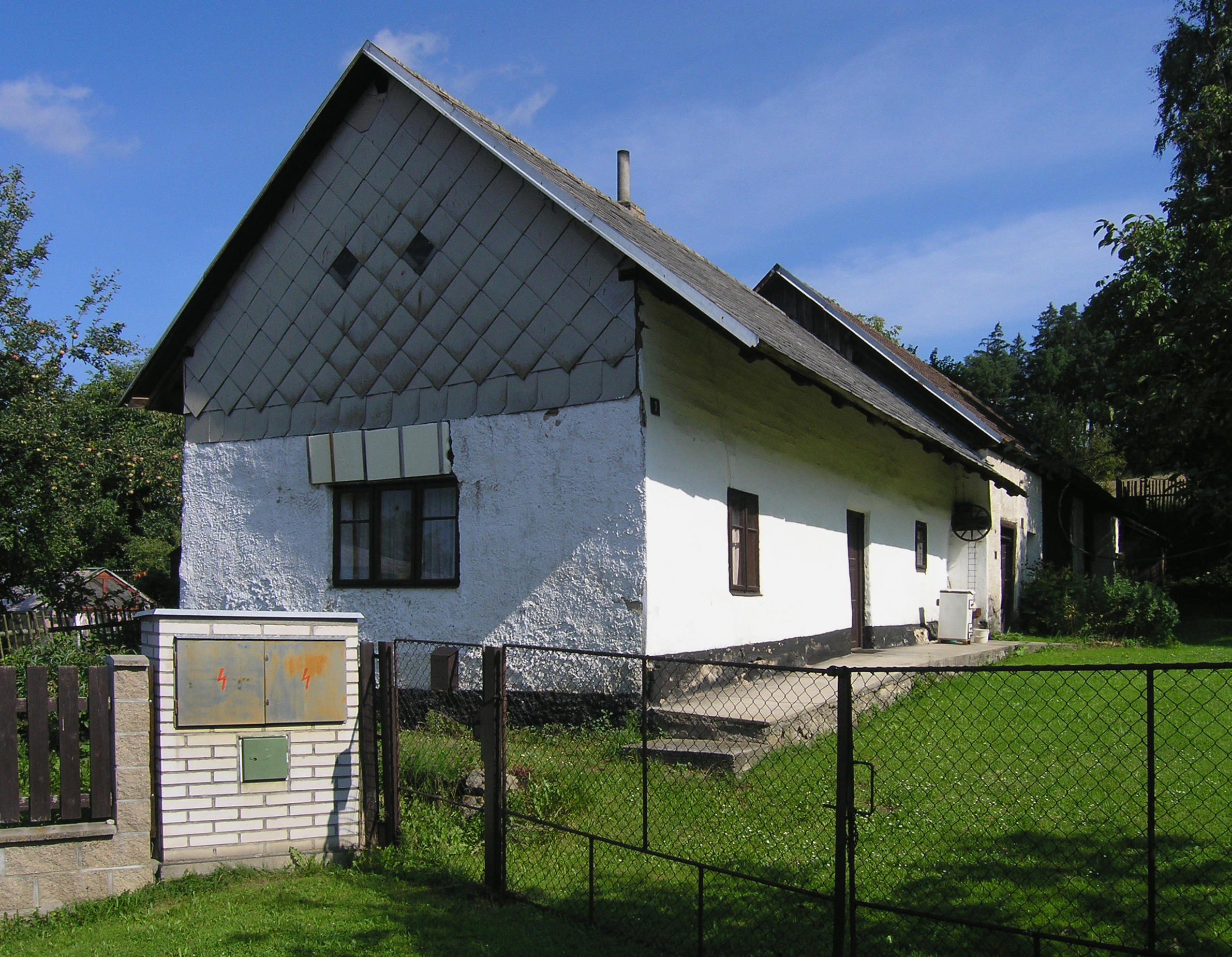
Přesah střechy zajišťuje, aby dešťová voda z okapu nepadala na zápraží

Oddálením okapu od stěny budovy jsou stěny chráněny před účinky deště. Vzdálenost okapové hrany od chráněné stěny se nazývá přesah střechy. Přesah střechy u štítových hran, (tj. hran ve směru stékání vody, je z estetických důvodů obvykle mnohem menší.

### Oplechování okapů
Oplechování okapů se provádí zejména u krytin, které jsou křehké, nebo nevytvářejí rovnou okapovou hranu. V takovém případě je krytina ukončena na okapovém plechu.
Okapový plech je připevňován k pevnému a nosnému podkladu, kterým je u dřevěných krovů bednění, u plochých střech obvykle beton.

## Zamezení okapu vody

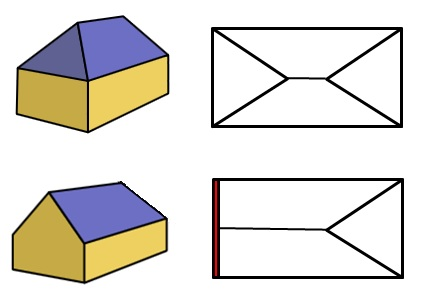
Řešení návrhu střechy, je-li na jedné straně zakázaný okap (červeně)

### Návrh tvaru střechy

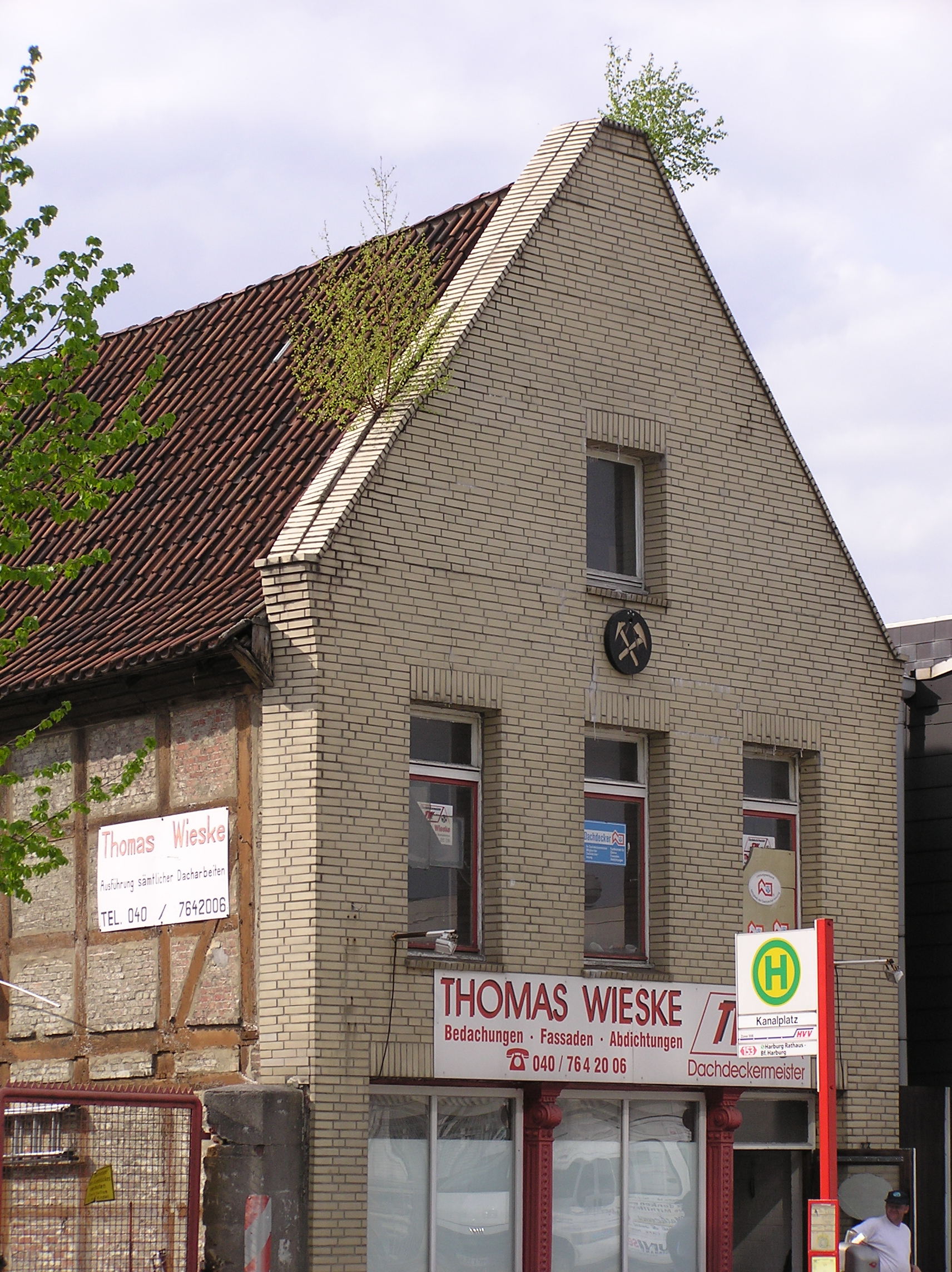
Zakázaný okap – realizace návrhu

Zakázaný okap je ta část okapové hrany střešní roviny, popř. celá hrana, ze které nesmí stékat voda vzhledem k přistavění jiné vyšší budovy nebo z jiných příčin technického charakteru (štít, atika apod.).

### Žlaby
Jestliže je zapotřebí zamezit stékání vody z okapové hrany na terén (chodník, dvůr), je nutné dešťovou vodu ze střešní roviny odvést pomocí (střešních) žlabů. Žlaby mohou být osazeny buď na střeše nad okapní hranou (nástřešní žlaby), nebo pod ní (podokapní žlaby, nadřímsové žlaby). V hovorové češtině se název okap metonymicky přenesl na okapový žlab s odtokovou rourou, slovníky spisovné češtiny však tento přenesený význam nekodifikují, a proto je použití slova v tomto významu označováno jako chybné.